# Lucky Twice
Le Lucky Twice sono state un duo musicale svedese inizialmente formato dalle giovani Hannah Reynold (nata nel 1991) e Sofie Larsson (nel 1991), quest'ultima in seguito sostituita da Emelie Schytz (nata nel 1991). Sono state legate all'etichetta discografica Vale Music.

## Storia
Raggiunsero il successo a livello europeo con il loro primo singolo, Lucky, pubblicato il 20 luglio 2006 dall'etichetta discografica Vale Music, che ebbe un ottimo riscontro di vendite in tutta l'Europa.
Il brano anticipò il loro unico album, Young & Clever, pubblicato nel giugno 2007 e distribuito in diversi paesi da Universal e Polydor, e seguito il 23 luglio 2007 dal singolo Hop Non Stop. Terzo singolo estratto dall'album fu The Lucky Twice Song. I singoli vennero pubblicati in Spagna, Finlandia, Austria, Germania, Svezia e Francia, mentre in Regno Unito le Lucky Twice erano conosciute principalmente grazie all'esibizione del primo singolo alla manifestazione G-A-Y.
Il duo si è sciolto nel 2010.

## Discografia

### Album
- 2007 - Young & Clever

### Singoli
- 2006 - Lucky
- 2007 - Hop non stop
- 2007 - The Lucky Twice Song
- 2025 - Farewell Glow